# Flackarps mölla

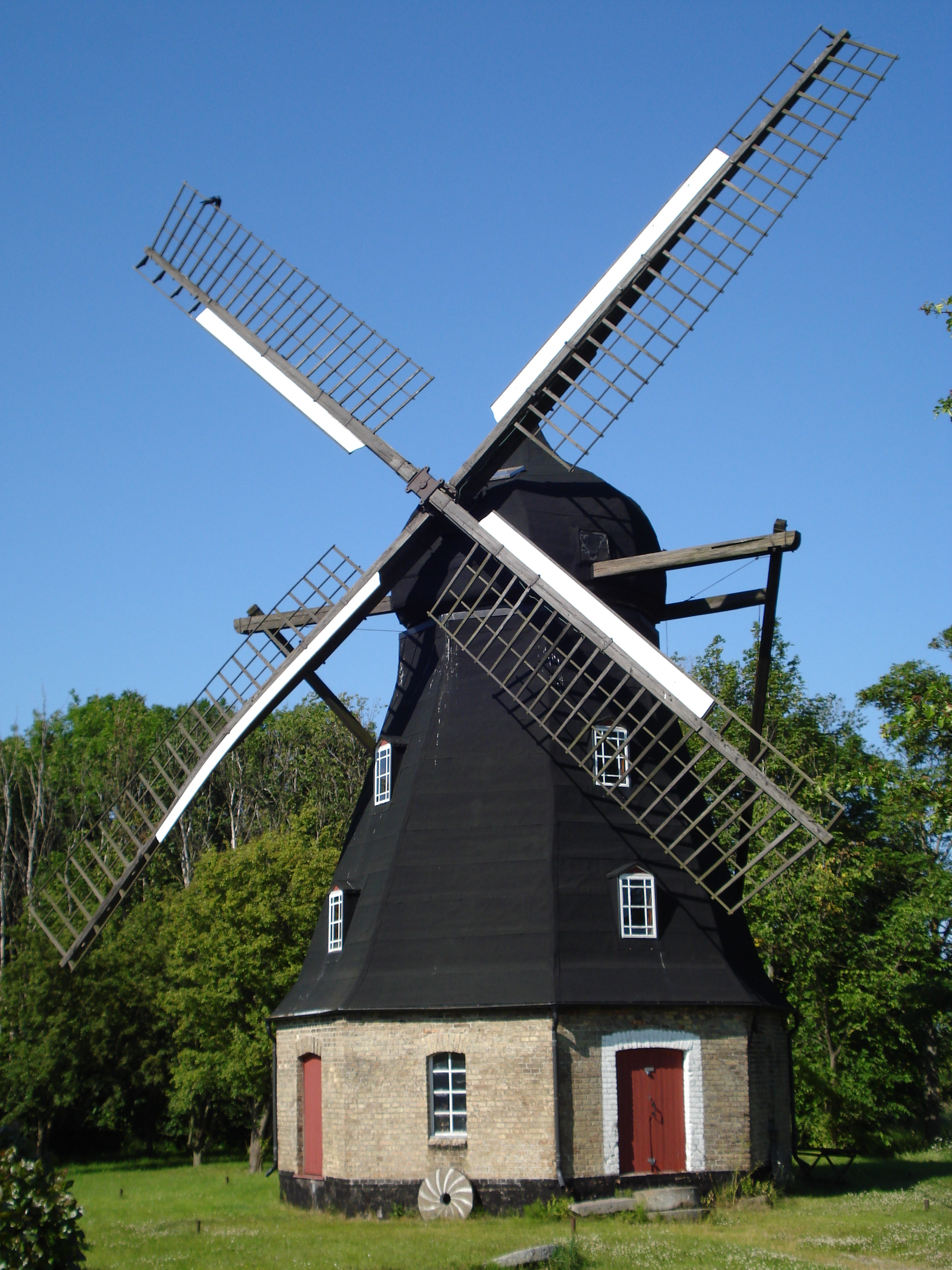
Flackarps mölla

Flackarps mölla är en väderkvarn i Staffanstorps kommun.
Flackarps mölla är en holländare som ligger i östra delen av Flackarp, vid gränsen till Lunds kommun. Den uppfördes 1868 och var i drift fram till 1950. Den ligger i nära anslutning till gravplatsen på Sankt Lars sjukhus på andra sidan av kommungränsen.
Flackarps mölla ägs sedan 1959 av den 1956 i Lund bildade Föreningen Skånska Möllor, som har "öppet hus" några gånger om året, bland andra under "Möllornas Dag" den första söndagen i juli månad.
Möllans vingar ersattes med nya i april 2013. 